# 휴대 전화 보조금
휴대 전화 보조금은 소비자가 휴대 전화를 새로이 구매할 때 휴대 전화의 통신사로부터 계약된 기간동안 받는 보조금을 가르키는 단어이다.

## 의의
휴대 전화 보조금은 소비자가 휴대 전화를 새로이 구매할 때 휴대 전화의 통신사와의 계약된 기간동안 받는 보조금으로서의 역할을 한다. 평균적으로 휴대 전화 보조금은 25만원~35만원으로 정해져 있으며 계약된 기간동안 소비자는 휴대전화 보조금을 받게 된다. 이금액은 방송통신위원회에서 상향된 것으로 이동통신사가 보다 경쟁력 있는 가격과 더 나은 서비스를 고객에게 제공하도록 하고 있다. 다만 이를 악용하는 사례를 막기 위해 시장감독기관에서 휴대전화 보조금을 통한 통신사의 부당한 행위에 대해서는 엄격한 제한을 두고 있다. 휴대전화 지원금의 종류에는 변동비, 고정비, 위약금 상수로 총 3가지의 유형이 있다.

## 같이 보기
- 휴대 전화
- 보조금